# Гмелініт
Ґмелініт — мінерал, водний алюмосилікат натрію та кальцію каркасної будови групи цеоліту. Ґмелініт було названо в 1825 році на честь Крістіана Ґмеліна (1792–1860), професора хімії і мінеролога з Тюбінґена, Німеччина, а в 1997 назву поширили на групу мінералів.

## Загальний опис
Хімічна формула: (Na2,Ca)4[Al8Si16O48]*24H2O. Ca: Na2 = 1 : 1. Містить (%): Na2О — 3,10...9,13; CaO — 1,23...11,48; Al2О3 — 19,61...21,48; SiO2 — 46,37...53,71; H2O — 17,98...22,00. Сингонія гексагональна або тригональна. Твердість 4,5. Густина 2,1. Блиск скляний. Безбарвний, жовтуватий, зеленуватий або світло-червоний, іноді криваво-червоний. Кристали ромбоедричні, біпірамідальні, призматичні або таблитчасті. Зустрічається головним чином у мигдалинах базальтів в асоціації з шабазитом, анальцимом, левіном, філіпситом, арагонітом та кальцитом. Основні знахідки: на плато Антрим (Півн. Ірландія), в шт. Нью-Джерсі в США, в районі мису Бломідон (Канада), Берґен-Гілл (США).